# Anul 93
Anul 93 (în franceză Quatrevingt-treize) este ultimul roman al scriitorului francez Victor Hugo. Publicat în 1874, la trei ani după răsturnarea sângeroasă a Comunei din Paris a Revoluției Franceze, romanul se referă la Revolta din Vendée și la Chouannerie – revoltele contrarevoluționare care au avut loc în anul 1793, în timpul Revoluției Franceze. Este împărțit în trei părți, a căror acțiune nu este cronologică; fiecare parte relatează o poveste diferită, oferind o viziune diferită asupra evenimentelor istorice generale. Acțiunea are loc în principal în Bretania și la Paris.